# ميخائيل غارفي
ميخائيل غارفي (بالإنجليزية: Michael Garvey)‏ هو لاعب دوري الرغبي أسترالي، ولد في 27 يوليو 1988 في فورهيز ‏ في الولايات المتحدة.